# 34 до н. е.

## Події
- Марк Антоній захоплює Вірменію, арештує царя Артавазда II та реорганізовує владу на сході Римської республіки.
- Марк Антоній і Луцій Скрибоній Лібон — консули Римської республіки, консули-суффекти — Луцій Семпроній Атратін, Павло Емілій Лепід, Гай Меммій, Марк Геренній Піцен.
- Октавіан Август підкорює Далмацію.
- Тріумф Антонія в Александрії. Своєму синові від Клеопатри Олександру, Антоній призначив Вірменію, Мідію і Парфію, а синові Птолемею — Фінікію, Сирію та Кілікію. Цезаріона Антоній проголосив спадкоємцем Цезаря замість Октавіана.